# Rejon niemański
Rejon niemański (ros. Неманский район) – jednostka podziału administracyjnego wchodząca w skład rosyjskiego obwodu królewieckiego. Rejon leży w północnej części obwodu, przy granicy z Litwą, a jego ośrodkiem administracyjnym jest miasto Nieman.